# Nicanor Lemne
Nicanor Lemne (n. 27 Decembrie 1915, Drepcăuți, Gubernia Basarabiei, Imperiul Rus – d. 15 Septembrie 2017, Siliștea Snagovului, Județul Ilfov, România) a fost un preot, teolog și duhovnic român cunoscut pentru longevitatea sa. A slujit la Biserica Nașterea Maicii Domnului, lăcaș de cult reparat și întreținut de către părinte pe urmele fostului Schit Turbați din Siliștea Snagovului. Era un discipol al lui Arsenie Boca.

## Studii
Părintele Nicanor Lemne s-a născut la data 27 decembrie 1915, în localitatea Drepcăuți din Gubernia Basarabiei, într-o familie numeroasă cu tradiție preoțească, fiind unul dintre cei zece copii ai familiei preotului Nicon și ai preotesei Maria Lemne, dorind din copilărie să îmbrățișeze slujirea preoțească. A dobândit o solidă formație teologică la Seminarul Teologic din Dorohoi, până în anul 1933, apoi la Seminarul Telologic din Chișinău până în 1937 și în final la renumita Facultate de Teologie Ortodoxă din Cernăuți, pe care a absolvit-o în anul 1941.

## Hirotonirea și plecarea din Basarabia
În 1942, a fost hirotonit preot în județul Bălți, într-o parohie din comuna Mihăileni, unde a slujit până în data de 25 martie 1944, când armata sovietică a ocupat Basarabia. Din acel moment a început o perioadă grea pentru familia părintelui, care s-a retras în România, locuind, câteva luni, în municipiul Râmnicu Vâlcea, după care a fost numit preot la Parohia Turbați din Siliștea Snagovului, județul Ilfov, din Protoieria Ilfov Nord.